# قهرمانی تور دبلیوتی‌ای ۲۰۰۸ – دونفره
| قهرمانی تور دبلیوتی‌ای ۲۰۰۸ | قهرمانی تور دبلیوتی‌ای ۲۰۰۸ | قهرمانی تور دبلیوتی‌ای ۲۰۰۸ | قهرمانی تور دبلیوتی‌ای ۲۰۰۸ | قهرمانی تور دبلیوتی‌ای ۲۰۰۸ | قهرمانی تور دبلیوتی‌ای ۲۰۰۸ | قهرمانی تور دبلیوتی‌ای ۲۰۰۸ | قهرمانی تور دبلیوتی‌ای ۲۰۰۸ | قهرمانی تور دبلیوتی‌ای ۲۰۰۸ | قهرمانی تور دبلیوتی‌ای ۲۰۰۸ | قهرمانی تور دبلیوتی‌ای ۲۰۰۸ |
| -------------------------- | -------------------------- | -------------------------- | -------------------------- | -------------------------- | -------------------------- | -------------------------- | -------------------------- | -------------------------- | -------------------------- | -------------------------- |
| قهرمانان :                 |                            | کارا بلک لیزل هیوبر        | کارا بلک لیزل هیوبر        | کارا بلک لیزل هیوبر        | کارا بلک لیزل هیوبر        | کارا بلک لیزل هیوبر        | کارا بلک لیزل هیوبر        | کارا بلک لیزل هیوبر        | کارا بلک لیزل هیوبر        | کارا بلک لیزل هیوبر        |
| رانر-آپ‌ها :                |                            | کوتا پشکه رنی استابز       | کوتا پشکه رنی استابز       | کوتا پشکه رنی استابز       | کوتا پشکه رنی استابز       | کوتا پشکه رنی استابز       | کوتا پشکه رنی استابز       | کوتا پشکه رنی استابز       | کوتا پشکه رنی استابز       | کوتا پشکه رنی استابز       |
| نتیجهٔ نهایی :              |                            | ۶–۱، ۶–۵                   | ۶–۱، ۶–۵                   | ۶–۱، ۶–۵                   | ۶–۱، ۶–۵                   | ۶–۱، ۶–۵                   | ۶–۱، ۶–۵                   | ۶–۱، ۶–۵                   | ۶–۱، ۶–۵                   | ۶–۱، ۶–۵                   |
| روی‌دادها                   |                            |                            |                            |                            |                            |                            |                            |                            |                            |                            |
| تک‌نفره                     |                            | دونفره                     |                            |                            |                            |                            |                            |                            |                            |                            |

کارا بلک و لیزل هیوبر مدافعان عنوان قهرمانی بودند و در دیدار نهایی با نتیجهٔ ۶–۱، ۷–۵، در مقابل کوتا پشکه و رنی استابز پیروز شدند.

## سیدبندی
1. کارا بلک /  لیزل هیوبر (قهرمانان)
2. کترینا سربوتنیک /  آی سوجیاما (نیمه‌نهایی)
3. کوتا پشکه /  رنی استابز (فینال)
4. آنابل مدینا گاریگه /  ویرجینا روانا پاسکوال (نیمه‌نهایی)

## راهنما

### Key
| - Q = Qualifier - WC = Wild Card - LL = Lucky Loser | - ALT = Alternate - SE = Special Exempt - PR = Protected Ranking | - w/o = Walkover - r = Retired - d = Defaulted |

### جدول بازی‌ها
|  | نیمه‌نهایی | نیمه‌نهایی                                | نیمه‌نهایی            | نیمه‌نهایی | نیمه‌نهایی |                      |                     | فینال | فینال | فینال | فینال | فینال |
|  |           |                                          |                      |           |           |                      |                     |       |       |       |       |       |
|  | ۱         | کارا بلک لیزل هیوبر                      | ۶                    | ۶         |           |                      |                     |       |       |       |       |       |
|  | ۴         | آنابل مدینا گاریگه ویرجینا روانا پاسکوال | ۱                    | ۳         |           |                      |                     |       |       |       |       |       |
|  | ۴         | آنابل مدینا گاریگه ویرجینا روانا پاسکوال | ۱                    | ۳         |           | ۱                    | کارا بلک لیزل هیوبر | ۶     | ۷     |       |       |       |
|  |           |                                          |                      |           |           | ۱                    | کارا بلک لیزل هیوبر | ۶     | ۷     |       |       |       |
|  |           | ۳                                        | کوتا پشکه رنی استابز | ۱         | ۵         |                      |                     |       |       |       |       |       |
|  | ۳         | ۳                                        | کوتا پشکه رنی استابز | ۱         | ۵         | کوتا پشکه رنی استابز | ۶                   | ۲     | [۱۰]  |       |       |       |
|  | ۳         |                                          |                      |           |           | کوتا پشکه رنی استابز | ۶                   | ۲     | [۱۰]  |       |       |       |
|  | ۲         | کترینا سربوتنیک آی سوجیاما               | ۳                    | ۶         | ۴         |                      |                     |       |       |       |       |       |